# Literatura Categórica
Literatura Categórica é um movimento literário organizado por escritores vanguardistas e artistas emergentes brasileiros e inicialmente aberto a partir de 2014 (Segunda década séc. XXI). A literatura Categórica pressupõe uma linguagem narrativa hiperrealista onde o que se conta em texto (em qualquer gênero literário) se permeia numa visão próxima a realidade.
O Movimento Categórico de literatura reuniu diversos pensadores (artistas-escritores) que devido ao pós-blogosfera (*período de 2008 a 2012 em que surgiram na web milhares de blogs e na sua maioria blogs de literatura) viu-se um afastamento consideravelmente preocupante da população brasileira para com a leitura. Em Junho de 2014 a frente de pesquisa e fomentação artística do movimento literário levantou a variante de que o afastamento de leitores no Brasil se dava em quase 90% pela linguagem utilizada nas narrativas textuais.
O primeiro núcleo do movimento foi composto pelos escritores Dedé Vieira, Lily Vieira, Cristiano Régis, Paulo Cheng, Ronaldo Nogueira, Karen Beatriz e Cintia Machado que articularam a rede nacional de escritores com o interesse de fomentar obras que propusessem narrativas mais acessíveis e atrativa pelo linguajar, nascia então a residência artística de literatura Categórica encabeçada pelo espaço virtual que o núcleo batizou com o nome de coletivo Categóricos.
No final do ano de 2016 o movimento Categórico já contava com importantes pensadores como as escritoras Dia Nobre, Ana Carolina Lourenço, Nanda Leal, Karine Aragão e os escritores Jony Naim, Vincent e Jim Carbonera.